# Smalle rolklaver
De smalle rolklaver (Lotus glaber, synoniemen: Lotus tenuis en Lotus corniculatus subsp. tenuifolius ) is een vaste plant die behoort tot de vlinderbloemenfamilie (Leguminosae).  De plant dankt haar naam aan de smalle bladeren en haar rolronde peultjes. De soort komt van nature voor in west-, Midden- en Zuid-Europa, Noord-Afrika en Zuidwest-Azië. De smalle rolklaver lijkt veel op de gewone rolklaver (Lotus corniculatus var. corniculatus), maar verschilt van deze door de kleinere deelblaadjes en de langere kroonbladeren.
De plant wordt 10-60 cm lang, heeft sterk vertakte, gladde, liggende of opstijgende stengels en vijftallig samengestelde bladeren met grijsachtig groene blaadjes. De blaadjes van de middelste en bovenste stengelbladeren zijn vijf tot acht maal zo lang als breed en lopen spits toe. Op de wortels komt een blaasvormige mycorrhiza voor.
Smalle rolklaver bloeit van juni tot de eerste vorst met gele, geurende bloemen. Het kroonblad is 7-12 mm lang. De kelktanden zijn meestal korter dan de kelkbuis. De bloemen staan met één tot zes bloemen in een hoofdje.
De vrucht is een ronde, 15-25 mm lange peul.

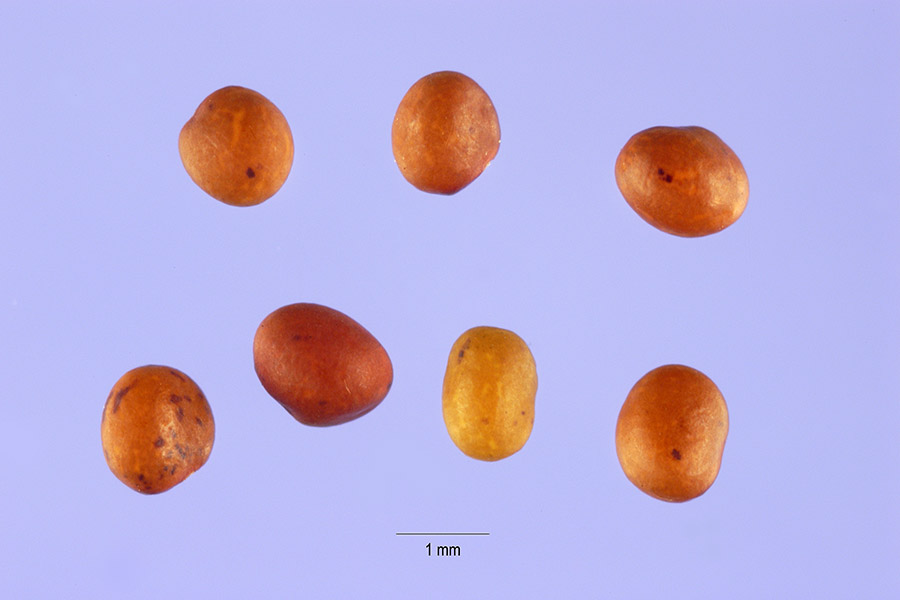
Zaden

In Nederland is ze vrij algemeen in het deltagebied en meer naar het oosten aan de benedenloop van de grote rivieren. Ze is zeldzaam in de noordelijke kleigebieden en op de Waddeneilanden. In België is ze vrij zeldzaam in het kustgebied en in de zuidelijke Ardennen. Smalle rolklaver groeit in graslanden op klei en af en toe zand. De soort komt vooral voor in brakke gebieden, op zilte graslanden, op hoge schorren, aan zeedijken en soms in de uiterwaarden en op rivierdijken.

## Namen in andere talen
- Duits: Salz-Hornklee, Schmalblatt-Hornklee
- Engels: Narrow-leaf Bird's-foot Trefoil
- Frans: Lotier à feuilles ténues